# 49 Draconis
49 Draconis är en gul ljusstark jätte som ligger i stjärnbilden Draken.
49 Dra har visuell magnitud +5,51 och är synlig för blotta ögat vid någorlunda god seeing. Den befinner sig på ett avstånd av ungefär 490 ljusår.